# Windows Fotogalerie
Fotogalerie byl nástroj pro operační systém Microsoft Windows. Jednalo se o nástroj pro správu, jednoduché úpravy a sdílení obrázků. Nástroj byl zprvu komponentou Windows Vista, později se stal součástí balíčku Microsoft Windows Essentials, od 10. ledna 2017 je oficiálně nedostupný, protože tehdy došlo k ukončení podpory balíčku.

## Přehled
Fotogalerie poskytovala uživateli možnost správy, označování a vyhledávání digitálních fotografií uložených v počítači. Dále poskytovala funkci pro načtení fotografií z fotoaparátů a další odnímatelných médií. Fotogalerie dále umožňovala uživateli sdílení fotografií nebo jejich nahrávání do služeb OneDrive, Flickr nebo Facebook.
Uživatel mohl jednotlivé fotografie přejmenovávat, přidávat k nim nadpisy, hodnocení, popisky a měnit metadata. Díky funkcím rozpoznávání obličejů a geocodingu mohl uživatel u fotografií měnit informace o místě pořízení a přidělovat jména k jednotlivým osobám na fotografiích. Veškeré tyto funkce pak mohl uživatel využívat ke seskupování a vyhledávání jednotlivých fotografií.
Program dále nabízel jednoduchý editor fotografií. Uživatel mohl měnit expozici snímku, opravovat barvy, ořezávat fotky, měnit jejich velikost. Dokonce zde byl histogram barev. Samozřejmě zde byla i funkce pro otáčení a převracení obrázků. Při výběru více fotografií také dokázal program vygenerovat fotokoláž.
Program podporoval formáty JPEG, BMP, PNG, TIFF a GIF.